# Христо Шопов
Христо Шопов (болг. Христо Шопов; 4 січня 1964, Софія) — болгарський актор.
Народився 4 січня в Софії. Батько, Наум Шопов, відомий актор, матір — Невена Сімеонова.
Був номінований на три нагороди «Оскар» за роль Понтія Пілата у фільмі Мела Гібсона «Страсті Христові». Відомі болгарські фільми, в яких він брав участь — «Вчора», «Любовне літо одного покидька», «Індійські ігри», «Маргарит та Маргарита», «Трафік», «Слава Болгарії», «Слідуй за мною».
Одружений з акторкою Маріяною Станішевою. Має двох дітей: дочку Невену від першого шлюбу та сина Наума — від другого.

## Фільмографія
- Четверта влада (2013)
- Дерево життя (2013) Йордан Вилчєв
- Де Магі? (2012—2013) Психотерапевт
- «Операция „Шменти капели“» (2011) — Поліцай Люб'єв
- Love.net (2011) — Філіп, хірург
- Полювання на дрібних хижаків / Hunting Down Small Predators (2010) — Чакра
- Незаперечний 3 (2010) Kuss
- Command Performance / Главно представление (2009) — Президент Росії Петров
- Незаперечний 2 (2006) Kuss
- The Final Inquiry (2006)
- Чифликът на чучулигите (2007)
- Locusts: The 8th Plague — (2005) (TV)
- Sacco & Vanzetti — (2005) (TV)
- Кароль, чоловік що став Папою — (2005) (TV)
- Слава Болгарії (2004)
- Spartacus — (2004) (TV)
- Страсті Христові — (2004)
- Phantom Force — (2004) (TV)
- Target of Opportunity — (2004)
- Alien Hunter — (2003)
- I Am David — (2003)
- Винищувач драконів — (2003)
- Marines — (2003)
- Слідуй за мною (2003) Иван
- Interceptor Force 2 — (2002) (TV)
- Dark Descent — (2002)
- Python 2 — (2002) (TV)
- Shark Hunter (2001)
- Death, Deceit & Destiny Aboard the Orient Express — (2001)
- Сіра зона — (2001)
- City of Fear — (2001)
- Operation Delta Force 4: Deep Fault — (2001)
- [Найважливіші речі]] (2001)
- Octopus — (2000)
- Мозкова атака — (2001)
- Полицаи и престъпници: Голямата ченгеджийница (1995)
- Ніч фей (1995)
- Трафік (1995)
- Круговорот (1993) Філєв
- Індійські ігри (1990) Грає себе
- Любовне літо одного покидька (1990) Братєца
- Маргарит і Маргарита (1989) — Маргарит
- Разводи, разводи (1989) Друг подружжя
- Тест 88 (1989)
- Вчора (1988) Іван
- Очі плачуть по-різному (1987)
- Панна та її чоловіча компанія (1983) Нелегалният
- Дихай, людино! (1981) — Пламєн